# Burla (Russia)
Burla (in russo Бурла́?) è un villaggio (selo) del territorio dell'Altaj (Russia) con 4 304 abitanti (censimento del 14 ottobre 2010).

## Geografia
La località si trova circa 360 km in linea d'aria ad ovest del centro amministrativo regionale di Barnaul e 40 km a nord-ovest della città di Slavgorod, nella parte nord-occidentale della steppa di Kulunda. Si trova sulla sponda sinistra del Burla, circa 20 km ad est del suo ingresso nel lago salato Bol'shoe Topol'noe e a 27 km dal confine con il Kazakistan.
Burla è la sede amministrativa del rajon di Burla e la sede della comunità rurale Burlinski selsowet, che comprende, oltre al villaggio di Burla, i villaggi di Kineral, Pervomayskoye e Petrovka, nonché la stazione ferroviaria di Mirny.

## Storia
Il villaggio è stato fondato nel 1916 in connessione con la costruzione della linea ferroviaria Tatarsk - Karasuk - Slavgorod, ed ha preso il nome dal fiume sul quale si trova. Nel 1925 è divenuto capoluogo del rajon.

### Evoluzione demografica
Fonte: Risultati del Censimento Russo del 2010. Volume 1. Numero e distribuzione della popolazione.
- 1959: 4450
- 1970: 4074
- 1979: 4342
- 1989: 4881
- 2002: 4719
- 2010: 4304